# 生田みく
生田 みく（いくた みく、1998年2月14日 - ）は、日本の女優、元AV女優。ライフプロモーション所属。

## 略歴
岡山県出身。趣味・特技はカラオケ、ストリップ鑑賞、茶道。
2017年6月、SODクリエイトのレーベル「青春時代」の専属女優としてデビューした、小柄なロリ系AV女優。
2018年10月23日、川崎CLUB CITTA'にてライブイベント「LADY MADONNA 拡大版～Please please SEXY IDOL! Like We please you!～」出演するなど歌手活動も行う。
2019年2月1日 AVOPEN2018 女優賞にノミネート。
2021年2月にはコロナ禍になり仕事が減った企画女優として取材を受けた。翌年7月、2023年2月28日をもっての、AV女優引退を発表。以降も事務所に籍を残し、映画出演など役者業は継続する。

## 人物
- 世の男性のオカズになりたいと中学2年生の頃からAV女優に憧れ、更に第2世代の恵比寿★マスカッツを見ているうちに自分から動かなければチャンスはないと思い、現在の所属事務所であるライフプロモーションに応募した[6]。他者には理解されにくい経緯ではあるが、男の子がテレビでウルトラマンや仮面ライダーを見て「なりたい」と憧れるのと同じだと例えている[7]。
- 友人のAV女優がストリップに挑戦したことをきっかけにストリップ劇場という場の奥深さにハマり、noteでは鑑賞記を執筆するほど足を運んでいる[8]。
- 看護師免許保持[9]。

## 作品

### アダルトDVD作品
2017年
- 「見られていると思うと興奮しちゃいます」 生田みく 19歳 SOD専属AVデビュー（6月1日、SODクリエイト）
- 「叔父さんのせいで、えっちなこと大好きになっちゃった。」 禁断の性愛に目覚める少女 生田みく 19歳 近親相姦に溺れるひと夏の共同生活（7月6日、SODクリエイト）
- 「パパには絶対内緒だよ?」 おじさんと二人っきりハメまくり温泉旅行（8月10日、SODクリエイト）
- マジックミラー号 10代水着女子限定! 豪華撮りおろし2タイトル収録8時間! 真夏のビーチで見つけた水着美女総勢15人全員本番成功スペシャル!（10月5日、SODクリエイト）※「あい」名義
- 顔出し!女子大生限定 ザ・マジックミラー 友達同士2人っきりで初めての混浴温泉♥ 4 リアル素人大学生が日本一エロ〜い車の中で過激ミッションにより徐々に近づく心とアソコ! じわじわ湧き出る性欲で男と女は友情という垣根を越えてしまうのか!? in池袋 乗車人数増量で400分2枚組の徹底調査スペシャル!（11月7日、ディープス）
- これマジ!? 女体に【憑依】できる男は実在した 「女子○生・OL・人妻・教師・巨乳…総勢10名!乗っ取った女の体を好き放題むさぼり犯す、自撮り憑依オナニー映像」（11月16日、SODクリエイト）
- 「また…会えたね」 青春時代二周年記念 未公開撮り下ろし4時間特別版（11月16日、SODクリエイト）
- 行列ができる添い寝リフレ（11月24日、I.b works）
- SODファン大感謝祭! 歴代専属女優大集合! SODstar2名含む超豪華超人気女優16名と一般募集素人ファンによる夢の大乱交! 1泊2日!総発射数72発 射精無制限 ぜつりんバスツアー 2(※素人男性18名参加)（12月21日、SODクリエイト）

2018年
- 小柄な美少女のエッチな生態（1月1日、S-Cute）
- ギャンブル狂いの借金しまくりで2年前に離婚したと言う前の旦那のボロアパートへ離婚の調停関係の書類に彼の捺印が必要なので仕方無く渋々と訪ねていったウチのマジメなバツイチ妻が落ちぶれた前の旦那に拝み倒され断り切れずにイヤイヤあへあへ泣きの一発NTR!!（1月7日、JET映像）
- SODファン大感謝祭! 裏ぜつりんバスツアー 2 私たちを絶頂させたら敗者復活させてあげる♪ 業界随一の敏感M娘 小谷みのり 永井みひなをイカせまくれ! &本編出演超豪華女優14名の主観Wフェラ×7コーナーも収録!(※素人男性18名参加)（1月11日、SODクリエイト）
- 修学旅行1日目を終えた女教師たちはどのような夜を過ごしているのか!? まさかこんなにドエロい夜を過ごしていたとは!徹底スクープ!!（1月12日、SCOOP）
- 彼女ともっと仲良くなるじゃれあいラブラブSEX（1月13日、S-Cute）
- 一般男女モニタリングAV 仲良し父娘“父の日ドッキリ”企画 「ねぇお父さん!一緒にお風呂入ろ!」 女子●生の娘とお父さんが自宅のお風呂で密着ふれあい入浴体験! 2 突然お風呂に入ってきた娘の成長した裸にお父さんチ○ポが思わずフル勃起! いけないと思いつつも2人は禁断の近親相姦中出しSEXで親子の一線を越えてしまうのか!?（1月19日、ディープス）
- デカパイ女子●生とちっぱい女子●生の学校こっそりレズえっち（1月19日、レズれ!）
- 今の彼氏とのSEX生活に不満足な彼女は自分でフった元カレの濃厚SEXが忘れられない!! 何かと理由をつけて元カレに生SEXを懇願する!!（2月9日、SCOOP）
- 悪徳施術師による母娘同時オイルマッサージ盗撮映像 3（2月23日、MAGIC）
- いつでもどこでも時間停止して中出しできる学園 II（3月1日、MOODYZ）
- 完全ノーカット撮影 本気でイキまくる! おま●こドUP白濁マン汁ディルドオナニー（3月2日、OFFICE K'S）
- 絶対領域 むっちり太ももコキ（3月2日、OFFICE K'S）
- 何も言わずに突然ザーメン発射!!素人娘のびっくり暴発手コキ vol.3（3月2日、OFFICE K'S）
- 素人娘が初めての騎乗素股体験!! vol.3（3月16日、OFFICE K'S）
- ノーモザイク・レズれ! director select ver.（3月19日、レズれ!）
- ち○ぽ洗い屋のお仕事 18（3月21日、SODクリエイト）
- アナル舐めで悶絶する素人娘たち（4月6日、OFFICE K'S）
- ダメダメ、イクイク!先輩ごめんなさい!!ドジっ子新人OLのビンカン黒パンスト尻。 (4月12日、ヒビノ)
- 代々木で見つけたミニマムで無垢なお嬢さんに18cmメガチ○ポを素股してもらったらこんなヤラしい事になりました。（4月12日、アイエナジー）
- 制服少女たちのレズビアン三角関係。（4月13日、ビビアン）
- えっちな女子○生の淫語かたりかけぐちゅぐちゅ連続絶頂スク水オナニー（4月26日、アイエナジー）
- 羞恥! 彼氏連れ素人娘をマシンバイブでこっそり攻めまくれ! 15 素人VSマシンバイブ 激安居酒屋にマジックミラー特設スタジオを設置 春の新入生・新入社員おこづかい応援編!（4月26日、サディスティックヴィレッジ）
- 複数人の美少女を個人撮影するおじさんの記録 4時間（4月27日、I.B.WORKS）他数名
- 満員電車おもらし痴漢（4月27日、I.B.WORKS）

- 小柄な体に秘めた性欲が止まらない。 恥らう清純美少女の淫らな本性（5月1日、S-Cute）
- 【女子○生限定】 マジックミラー号 「下着メーカーのモニター調査」と称して生おっぱいをモミモミしながらインタビュー 清純そうな見た目からは想像もつかない超ドえろ発言連発! 敏感な美乳をもみほぐされて感度抜群女子○生が大人ち○ぽでイキまくり! 10人中10本番!（5月10日、SODクリエイト）※「あおい」名義
- 素人女子○生が水着に着替えて参加! ヌルヌル泡泡ソープ体験（5月10日、アイエナジー）
- 本職はOLや女子大生のくせに嘘ついて制服を着ているニセのビジネス女子○生を捕まえて制裁中出し天誅レ○プ（5月10日、サディスティックヴィレッジ）
- 羞恥 生徒同士が男女とも全裸献体になって実技指導を行う質の高い授業を実践する看護学校実習 2018（5月24日、サディスティックヴィレッジ）
- 結婚直前の蜜月、毎晩旦那さんに愛されて最高感度になっている新妻 ブライダルエステで油断したところに媚薬チ○ポを即ハメ!!すぐに抵抗が弱まり、感じ始めたところでマシンバイブ挿入、潮を吹きまくって、中出しをすんなり受け入れる!4（6月7日、サディスティックヴィレッジ）
- 夜勤病棟レ○プ 3 深夜の病室に一人で見回りに来た新米看護師純白のナース服をヒキチギッテ中出しレ○プ!!（6月7日、サディスティックヴィレッジ）
- 純真無垢な妹(18歳)が家の中でソープマットを発見! 性に目覚めた童貞兄とローション遊びをしていたら兄妹の一線を越えてヌルッと生挿入! 締めつけ抜群の小さなマ○コをブチ抜くほどの激ピストンで近親相姦連続中出し!（6月8日、V&R PRODUCE）
- 時間を止められる男は実在した! －チヤホヤされて調子に乗ってる地下アイドルをハメ倒し!編－（6月21日、SODクリエイト）
- SOD文化祭2018 パンチラOK添い寝リフレOKオナサポOK もちろんSEXし放題な美少女模擬店はじめました♪（6月21日、SODクリエイト）
- ―セックスが溶け込んでいる番組― 「常に性交」サスペンス劇場（7月12日、SODクリエイト）
- 痴漢“M”覚醒 レズVer.3（7月12日、ナチュラルハイ）
- 「私…お兄ちゃんの子供妊娠する!」妹が突然訪ねた大好きな兄の家にはまさかの婚約者が…。絶対に取られまいと馬乗り生挿入!ガッチリホールドで強制的に何度も何度も膣内射精させられる! 4（7月13日発売、V&R PRODUCE）
- 女子旅 003（7月27日、ゴーゴーズ）
- 青春時代宣言!! エゲツない可愛さ美紅ちゃんの初めてのアルバイト!!!（8月1日、AV）
- S-Cute 小柄な美少女フェスティバル 8時間（8月1日、S-Cute）
- 庭で水遊びをしていた妹と友達がビショ濡れになって下着が丸見え!? 真夏日が続くなか「あつ〜い」と妹はクラスの女友達と一緒に庭で水遊び!?無防備にはしゃいでいるものだからパンツ丸見え!しかも悪ノリしてどんどんエスカレートしブラが透けて丸見えになるほどビショ濡れに!そんな様子につい見とれてしまうボクは気付かないうちに勃起!妹たちは勃起に気付いて気持ち悪がるどころか、面白がってさらに過激に見せつけてくる!もう勃起しまくりで我慢できません!（8月7日、Hunter）
- HHHコラボ企画 Hunter×Apache 転入して新しく通うことになった学校は女子だらけで男はボク1人! …(略)（8月19日、Hunter）
- 女監督トラ子の 女の子同士だから女子会ノリでぶっちゃけドスケベ体験♥ 今話題の乳首オナニー｢チクニー｣してみませんか? でも、ムラムラして気持ち良くなってる所にまさかの勃起チ●ポ乱入で素人娘大パニック!?（8月19日、ATOM）
- アソコがヌル〜ン! 素人限定!目指せ高額賞金!! 素股でリモバイ擦って感度マシマシクイズ（8月19日、ATOM）
- ひ弱で童貞な僕を気遣って隣のスケベそうな(頼めばヤラせてくれそうなほどヤリマン臭プンプン)お姉さんがイケてるヤリマングループを連れてやってきた。みんな寄ってたかって童貞の僕をイジってきて「コレは童貞卒業の流れかと思えるくらいの淫乱っぷりだったけど」僕のチ○コはデカイらしく次々にビッチお姉さん達がSEXしたがってきて、気づいた時には絶頂快楽墜ちで一気にセフレが5人出来ちゃった!（8月19日、ぐりーんあっぷる）
- 「ひと夏の思い出。」 ひよこビッチな教え子たちに玩具にされて弄くり回された性の記録（8月23日、ひよこ）
- 某サイトのレビューで炎上!? みんなの永遠の妹、人気No1声優激似 竹○彩○（9月13日、MOODYZ）
- 当方、脚が好きなので素敵なお姉さまに… 首四の字固めされながら射精したい!!（9月13日、アロマ企画）
- 「精子の味って、みんな違うの!?」 真面目で勉強も出来るマドンナ的クラスメイトがどこで聞いたのか、自分で確かめないと気が済まない性分らしく、彼氏には変態女だと思われたくないからと友達の少ないボクらの精子を味見させてと頼んできた!初めは冗談だと思っていたが、あまりにも真剣に頼んでくるのでここぞとばかりにボクらの溜まりに溜まったブッ濃い精子を舌に大量発射してやりました!でもボクらの勃起は収まらずありとあらゆるところへぶっかけてボクらの精子でベタベタにしてやりました!さすがにやり過ぎたと思ったけれど興奮状態の女子が「今度は中に…」と求めて来たので最後は中にもブッ放してやりました!（9月19日、Hunter）
- 駆け出しタレントのうっかり!? あざとい舞台裏パンチラ 初々しい女の子たちの生パン＆自前パンツ見放題!!（9月25日、アロマ企画）
- AJOI 究極の完全主観オナニーサポート! エロポーズでま○こと尻穴を惜しみ無く広げ見せつけ挑発してくるDVD 3（9月25日、アロマ企画）
- 職場の仲良しグループを一網打尽! 家に連れて来ちゃった美少女たちをイタズラ三昧（10月11日、アイエナジー）
- 密室で乳首をいじられ失禁イキしながら発情する女子○生 3 〜施設トイレ、ゲームセンター、ボイラー室、駐輪場〜（10月11日、ナチュラルハイ）
- 【未公開】秘密の連続射精コレクション。 〜ひよこ女子のかわいすぎる手コキフェラで“2発も3発も”精子枯れ果てるまで…〜（10月11日、ひよこ）
- タイトスカート×フレアスカート（10月13日、アロマ企画）
- 触られても何も言えない弱気なバイト娘を連日セクハラ!結局感じてしまい挿入しても断れない!しかも感じてないフリして何度も激しくイキまくり!（11月7日、お夜食カンパニー）
- ふとももユートピア 3（11月13日、アロマ企画）
- 着衣・挑発・感じる体 〜パンチラと透け乳勃起乳首〜（11月13日、アロマ企画）
- 一般男女モニタリングAV 仲良し兄妹ドッキリ企画 女子○生の妹と童貞の兄が２人っきりの自宅でバストアップマッサージに挑戦!ふくらみはじめた妹のおっぱいを揉んで兄チ○ポは我慢できずにフル勃起!「お兄ちゃん…私の子供みたいな胸触って興奮しちゃったの…?」敏感な乳首にちょっと触れられただけで濡れてしまった妹オマ○コ!いけないと思いつつも２人は禁断の近親相姦中出しSEXで兄妹の一線を越えてしまうのか!?（11月19日、ディープス）
- 思春期。 ～何にも染まっていない、AV女優の原石たち～ 01 6人の原石・全員初撮り（11月23日、プレステージ）
- 媚薬発情女子●生 素股焦らし本屋痴漢 全員中出しVer.（12月7日、アパッチ）
- SODファン感謝祭!クリスマスパーティー開催!!素人男性16名とぶっかけ乱交ヤリ放題オフ会!（12月20日、SODクリエイト）

2019年
- ギリギリまで気付かれないイヤホン女子●生本屋痴漢3〜大音量で音楽聞いてる女子●生は触られても気付かない！〜（1月7日、アパッチ）
- 手錠の鍵はマ○コの中 半裸で拘束された女子○生に「鍵を取って下さい」と頼まれ…①助けを呼ぶ失禁娘 ②媚薬を塗られた姉 ③野ションする少女（1月10日、ナチュラルハイ）
- 今どきめずらしい'制服'がある女子音大のお嬢さんを「ミスコン2019に推薦されました！エントリーをするので来て下さい」とニセの事務所に誘い込み、中出し肉便器レ○プ！！（1月10日、サディスティックヴィレッジ）
- 「お兄ちゃん手で我慢して！その代わりエッチしてるみたいにするから！！」最近、妹がどんどん可愛くなって来て困ってます。おっぱいが大きくなって来てるし、家では無防備だから見えたらイケないものがチラチラ見えて勃起を我慢するのに毎日必死です！しかも今まで彼女が出来たことがないボクに…(以下略)(1月19日、Hunter)
- 陸上部漬けの体育会系女子先輩。クールに年下男子をあしらっていたが、素股から生挿入される。怒りながらも顔騎ロデオで自ら腰を振り痴女る(1月19日、ぐりーんあっぷる)
- 駅弁中出しJ〇痴漢（1月24日、ナチュラルハイ）
- 100万×中出し 女が欲しいのは愛かお金か中出しか！！？AV女優37人の新感覚中出しサバイバル！！(AVOPEN2018 企画部門 2月1日、本中)
- 新型おもちゃの実験台にされて潮を吹かされても『監督になりたいんだよね？』と言われたら、何も言い返せず泣き寝入りするしかないサディスティックヴィレッジの女AD4 AVOPEN 2018 SPECIAL(AVOPEN2018 ハード部門 2月1日、サディスティックヴィレッジ)
- 逆夜這い民泊解禁 出張で経費を浮かそうと民泊するとメチャクチャソソる若い女だらけ！しかもオナニーを目撃したり、エッチなハプニング続出で何かがおかしい…。「何だろうここは」と思いながらも夜寝ていると…女が次々と逆夜這いをしてきた！！(2月7日、SOSORU×GARCON)
- 神パンスト 生田みく 人妻や母、働く制服OL等やらしい熟女の美脚を包んだ生ナマしいパンストを完全着衣でムレた足裏からつま先を味わい尽くす！オナニーや顔騎や足コキ、時には中出し時にはお尻にコスってぶっかけとやりたい放題！(2月7日、親父の個撮)
- 「ねぇ叔父さんのフェラしてもいい？」「えっ！私も」「ズルイ！私も」6人の姪っ子がお風呂でボクのチ〇ポを奪い合い！久しぶりに実家に帰ってきた6人の姪っ子が大集合！…(以下略)(2月19日、Hunter)
- 性欲旺盛なひきこもりのボクは家から出られず妹にフェラをさせ続けています。…(以下略)(2月19日、Hunter)
- 入社したての右も左も分からない女子社員を残業中に社内で酒を飲ませて酔わせてヤリマン化させた一部始終！！(2月19日、お夜食カンパニー)
- 「お姉ちゃんよりもっとイカせて！」「私の方が気持ち良くなりたい！！」2段ベットの上下で連続同時イキする女子〇生姉妹！！久しぶりに用事で立ち寄った親戚の家。そこで数年ぶりに会った従姉妹は以前よりも可愛くなっていた！！…(以下略)(3月19日、Hunter)
- ボク、妹に飼育されています。(3月19日、お夜食カンパニー)
- ロリっ娘レズバトル 百合ひよこ杯(3月21日、ROCKET)
- AV女優 裸コレクション 第九弾(3月22日、V&R PRODUCE)
- 媚薬ニップレスで感度をつり上げられ乳首イキする敏感女子〇生(3月7日、ナチュラルハイ)
- 顔射された状態で精子まみれのお掃除フェラBEST4時間(4月7日、MOODYZ)
- 「あん！ダメ！彼氏にバレちゃう！」宅飲みで酔っ払って彼氏との電話中にイタズラされ、バレないように声を殺して何度もイカされる敏感娘(4月7日、アパッチ)
- あの子と入れ替わり 60min Vol2【胸糞集団のDQN男】⇔【超清純派美少女】生田みく(4月11日、SODクリエイト)
- 2019年度ソフト・オン・デマンド全裸入社式 女子社員19名の初脱ぎ・初SEX 初めて尽くしの超羞恥スペシャル(※ 井浦茜 名義)(4月11日、SODクリエイト)
- 脅威のマシンバイブ！膣内破壊されたされた女77名作品集5時間(4月11日、サディスティックヴィレッジ)
- 女の子だらけのぶっちゃけドスケベ性調査！ききコンドーム？(4月19日、ATOM)
- 実習で学んだ看護処置を個人で配信 射精tubeちゃんねる(4月25日、SODクリエイト)
- 射精管理女子マネージャー 〜練習に集中できない部員を射精コントロールして、地区優勝へ！〜(4月25日、SODクリエイト)
- 犯されたのは私、のはずが実は私が犯していた？知らない男の部屋に連れて来られ、何日も何日も犯されている私。でも男はいつも外出し。なので今日は証拠を残すためカニバサミで無理矢理中出しさせたのですが…(略)(5月7日、お夜食カンパニー)
- 2019年度入社のSOD新人女子社員19名がAV制作の裏側を体験19発の精液を搾り取る超羞恥研修(※ 井浦茜 名義)(5月9日、SODクリエイト)
- このパンチラは200％誘ってるよな？！いや、でも妹の友達だし…でもめっちゃ可愛いしエロいし… (略)(5月9日、SOSORU×GARCON)
- 一度イったら離さない!? 欲しがりホールドでボクのチ○ポを求めてくる寂しんぼ淫乱妹!!（5月19日、Hunter）
- 某県女子校内で撮影 イタズラ！？微レズ！？同級生をかる〜いノリでイジメたりじゃれ合ったり！悪ふざけエロ！無邪気にやっているけどヤラれた方は冗談じゃ無いよね！！？2 +いたずら作品集合計260分！(5月23日、サディスティックヴィレッジ)
- 地面に足がついたらアウト！ずーっと持ち上げっぱなし駅弁FUCK対決(5月23日、ROCKET)
- パパママ頑張れ！ぬるぬるローションで仲良し家族対抗ハメハメ合戦！！2(5月23日、SODクリエイト)
- 強振動ペニスねじ込み襲撃 犯され声も出せない女子〇生にトドメの追撃アクメ(6月6日、ナチュラルハイ)
- 『お願い！手を繋いでて！でも絶対見ないで！聞かないで！』肝試しでクラスの女子とトイレで2人っきり！極度に怖がりな女子が1人でオシッコ出来ないからと、ボクと手を繋いだままオシッコする事に…！？(以下略)(6月7日、ゴールデンタイム)
- ブルマ＆体操着でスケスケ！ポロリ必至！ぬるぬる！ローション組体操(6月7日、ATOM)
- こっそり角オナニー5(6月14日、アロマ企画)
- センズリ用 シコシコしながらじっくり見れるおま〇ことアナル(6月14日、アロマ企画)
- エッチな刺激に耐えて「とめ・はね・はらい」固定筆バイブお習字選手権(6月19日、ATOM)
- 中年好きの敏感少女に種付けアクメ覚醒 生田みく(6月22日、シャーク(デリシャスタイム))
- たまり場に同級生を連れ込んでハードピストン激イキ193回！痙攣5000回！！イキ潮30000cc痴漢(7月7日、アパッチ)
- 「あの女ムカつくからヤッちゃっていいよ」嫌いな女を男友達に売る怖い女(7月7日、お夜食カンパニー)
- 軽蔑した顔でおパンツ見せながら挑発して欲しい(7月13日、アロマ企画)
- AJOI 究極の完全主観オナニーサポートDVD Tバックパンツ挑発3 Aromatic Jerk Off Instruction(7月14日、アロマ企画)
- 部屋が暑すぎて超薄着になった妹の友達にフル勃起！夏休みに妹が友達を連れて帰って来たが、部屋のエアコンが壊れて温室状態に！扇風機の風なんかじゃ全然涼しくならず汗だくのままなので、上着を脱ぐわ、スカートをめくるわでパンチラ、乳首チラしまくり！…(以下略)(7月19日、Hunter)
- 家に帰るとマンスジがはっきり見えるほどの食い込みパンツで妹がエクササイズ中！？その様子にソソられていると、マッサージをお願いされて戸惑いが隠せない！ヤバイと思いながらもマンスジとの距離が0cm！(以下略)(7月25日、SOSORU×GARCON)
- ガーリー系アパレルモデルの挑発パンチラ 僕はパンチラカメラマン！ 2nd Season(7月26日、アロマ企画)
- 10分で2度抜き手コキサロン2(7月26日、アロマ企画)
- ヤリマンな義理姉妹に挟まれて3段ベッド生活は上からも下からも誘惑されまくり！親が再婚して新しく出来た義姉と義妹。部屋が狭いので新居ができるまでの間、相部屋3段ベッド生活！しかも無防備な二人に挟まれて興奮しまくりだったのですが、二人は超ヤリマン女子だった！(以下略)(8月7日、Hunter)
- いじめられっ子のボクの復讐寝取り！人生最高の逆襲！(以下略)(8月7日、お夜食カンパニー)
- 美人トイレ清掃員 イラマチオぶっかけ痴漢(8月19日、アパッチ)
- 100万×中出し 完全版 AV女優37人のガチンコ中出しサバイバルの裏側全部見せます！！(8月26日、本中)
- 息子の嫁 生田みく(9月1日、プラネットプラス)
- 一般男女モニタリングAV 素人女子大生限定！恋人がいない大学生の男女はキスだけで恋に落ちて初対面の相手とSEXしてしまうのか？惹かれあった2人のキスまみれの完全プライベートSEXを大公開!!5 初めての生中出しスペシャル!! (かなえ名義)(9月7日、DEEP'S)
- スカートヒラヒラしまくり！追いかけっこ挑発女子〇生(9月13日、アロマ企画)
- ラッキーパンチラ学園 クラス全員とエッチな『神』展開の挑発チラリズムハーレム！(9月14日、ムーディーズ)
- 絶頂しても止まらないナマ貝合わせ 厳選ベスト5時間 クリ派ビアンの擦り狂いレズSEXお見せします！(9月19日、レズれ！)
- パンツ越しの素股＆尻コキ 接触部がよく見えるように男子もブリーフ着用！Part.2(9月25日、アロマ企画)
- 妹のクラスメイト小悪魔女子校生とドMなボク1人だけの王様ゲーム(9月26日、アイエナジー)
- いじめっ子女子●生 廃墟追いかけ回し復讐中出し！(10月7日、アパッチ)
- 大学のサークル仲間と廃墟ビル探索！男女ペアになったんだけど、腕を組んできた女子の胸が当たりまくり＆しゃがみパンチラしまくりでラッキー連発！！さらにハプニングが続くたびに距離が縮まってソソられる…のは女子も一緒だった！？(省略)(10月10日、SOSORU×GARCON)
- レズれ！初レズセックス厳選ベスト5時間2 こんなに柔らかい気持ちいいキスはじめてドキドキ女の子体験お見せします(10月19日、レズれ！)
- 女〇校生がアニマル化する学園生活(10月24日、SODクリエイト)
- 突然、唇と乳首をベロンベロンに舐められチ〇ポはフェザータッチで焦らされる(10月26日、アロマ企画)
- 万引き女子●生バックヤード拘束輪姦 4 万引きをした女子●生を捕まえ、バックヤードに拘束して従業員全員で入れ替わり立ち替り性的制裁を加えて犯しまくる！(11月7日、アパッチ)
- ボクのペットは可愛い子猫ちゃん！子猫ちゃんはとてもお行儀が良く、躾もしっかり！猫砂の上でちょっと恥ずかしそうにオシッコもします。(省略)(11月7日、ゴールデンタイム)
- 気弱な義妹のお口で喉奥ハードピストンイラマチオ練習していたらパンツにシミが出来るほどのビショ濡れ状態！！喉奥発射したばかりのぼくのチ○ポを求めるほどのド淫乱女に豹変！(11月7日、Hunter)
- イタズラ好きな新人女子社員がどんどんエロ過ぎるイタズラを！？他の社員がいても、こっそりチ○ポをイジり倒してきた！！バレないようになんとか我慢するも、挿入を求めてくる小悪魔誘惑にソソられ我慢出来ず…！！？(11月7日、SOSORU×GARCON)
- 究極のM男向け変態オナニー指導 JOI&CEI2(11月13日、アロマ企画)
- 妊娠中の奥さんのお見舞い帰り、ソソる看護師と背徳浮気セックス！前からエロそうで気になっていた担当看護師が夜勤明けで疲れているせいか、空いている病室に喰い込みパンツで寝ている！？…(省略)(11月21日、SOSORU×GARCON)
- 妻が社員旅行で家にいない間に巨乳で可愛い妻の妹を犯し中出しまくった5日間の調教記録(あかりの姉役として出演)(12月1日、Fitch)
- ナースもグルで逃げ場無し！女子●生セクハラ健康診断強制乳首イキ痴漢2(12月7日、アパッチ)
- 工業●生 集団イジメ痴漢(12月7日、アパッチ)
- コタツの中で内緒で悪戯「ちょっと！？彼氏に気づかれちゃうよぉ！」カレの友人に寝取られ本気で生SEX!2(12月10日、BULLITT)
- 義母さんだって孕みたい。(さなえ役として出演)(12月12日、タカラ映像)
- スタイル良し！美尻・美乳！カメコ大興奮！超えっちなコスプレイヤー50人8時間(12月19日、ROOKIE)
- ビビアンで目醒めた初めてのレズSEX 4時間〜初々しいレズ解禁ベスト〜(12月28日、ビビアン)

2020年
- 中年オジさんと黒髪女子〇生 孕ませ中出しセックス6人(1月1日、プラネットプラス)
- 射精直前 超美尻バックピストン絶頂100連発(1月11日、MOODYZ)
- コタツの中はパンチラ天国！綿パンチラし放題！パンツが食い込んでマン筋も見えたりしてフル勃起！(中略)(2月7日、Hunter)
- ネットで動画生配信をやってる女子●生の妹がボクに勃起薬を飲ませて生配信！？(中略)(2月7日、ゴールデンタイム)
- 馬乗りで唇奪われディープキス強要され続けながらバキュームフェラでち〇ぽ吸い尽くされる その3(2月13日、アロマ企画)
- 緊急発売！SOD女子社員 新卒採用で見つけた超可愛い内定者「中山ちゃん」のえっち過ぎる貴重な入社前SEXが撮れました！インターン生として健気に頑張る22歳の大学生は男性に求められると嬉しくなっちゃうむっつりスケベ？期待値No.1 中山琴葉(2月20日、SODクリエイト)※AV女優役で出演
- いじめっ子女子●生にマジギレ逆襲中出し！(3月7日、アパッチ)
- 「いつも指しか使わない私が最新アダルトグッズでオナってみた！」(3月15日、プリモ)
- シロウトハメ撮りch4(3月15日、ヌキサシリーグ/妄想族)
- おしっこ顔面シャワー54人 和式トイレ盗撮(3月15日、プリモ)
- ボクの家がパーティ会場と化し、めちゃ可愛い色んな女の子と色んな所でヤリまくり！！…(中略)(3月19日、Hunter)
- お父さん達に捧ぐ！生ストリップショー最前線(8)完全版(3月31日、パラダイスTV)
- 痴漢被害を赤裸々に告白させられ、再現と称して再び痴漢される女たち…(5月7日、アパッチ)
- 娘や妹に夜●いする鬼畜父兄の近親相姦映像 2枚組8時間(5月14日、I.B.WORKS)
- 唾液を垂らして小さなお口でおしゃぶり 美少女フェラ32人(7月1日、プラネットプラス)
- フェラのお仕事123射精 全19タイトル収録完全保存豪華版2枚組(7月7日、SODクリエイト)
- レズれ！7周年記念スペシャル 最高の凄テクレズビアン60組10時間BEST 業界最高峰！絶対に抜ける女神プレイ(7月19日、レズれ！)
- 色白若妻ママさんテニスクラブ宿舎色気ムンムンなソソる色白若妻ママさんテニスクラブ宿舎の掃除をしながら、汗かきパンチラや着替えの下着姿で興奮している管理人の俺。(7月23日、SOSORU×GARCON)
- 青春時代 ベストセレクション 15名のデビュー初撮りSEX 8時間(7月23日、SODクリエイト)
- SEX好きの女の子が我を忘れて快楽の果てに魅せたイキ顔アヘ顔20人(7月24日、ケイ・エム・プロデュース)
- こんな野外で？！顔射後も止めない突然の笑顔しゃぶりで連続2回おねだり女子○生6 総勢30人60発射総集編付き 豪華版(9月24日、ナチュラルハイ)
- オクトーバーフェスで素人ガチナンパ(9月25日、プレステージ)
- 葛飾共同区営団地 日焼け美少女わいせつ映像5(9月26日、I.B.WORKS)
- 自画撮り絶倫性欲 指ズボおま〇こ拡張イキ狂いオナニー(10月15日、プリモ)
- ま〇こもアナルもパックリまる出し！かわいい女の子が見せつけながらおねだり挑発してくるエロ動画(10月23日、ケイ・エム・プロデュース)
- プール帰りの〇学生尾行押し込み集団レ●プ(11月27日、青空ソフト)
- ムッチムチで舐め回したくなるようなくそエロい女の子の脚でシコタマ抜ける動画2(11月27日、ケイ・エム・プロデュース)
- おっぱいが綺麗な素っ裸の美少女に中出し10人(11月28日、シャーク)
- 淫乱ヒップに溺れて暴発！ デカ尻ハーレムBEST(12月1日、MOODYZ)
- 女子〇生 修学旅行 集団夜●い動画 同級生の寝ているすぐ横で…終わらない悪夢…(12月13日、カルマ)

2021年
- 東京目黒区にある某整体院盗撮動画 超強力な即効性の媚薬と敏感になっちゃう催淫ツボマッサージで我慢できない美人OL悶々整体院(1月13日、カルマ)
- 非現実的妄想劇場 アナタの願望叶えます！「時間よ止まれ！」もしも…時間を止められる超能力を使えたら？クラスのマドンナも憧れの美人教師もこの瞬間だけは俺のもの！学校に侵入して時間止めまくりでた〜くさん中出ししちゃうぞ！編(1月13日、カルマ)
- 美少女がアナルをピクピクさせながらお〇このビラビラを両手でパックリ開いたドアップ丸見えポーズで挑発！(1月29日、ケイ・エム・プロデュース)
- 都内某コンビニエンスストア悪徳エロ店長による万引き制服美少女デカちん20cm砲中出し折●動画3(2月13日、カルマ)
- 脂肪の乗った卑猥すぎる太腿とエロ尻挑発ポーズ(2月26日、ケイ・エム・プロデュース)
- ●学生にわいせつ悪戯性交するオジサンの記録映像 4時間(2月26日、I.B.WORKS)
- KARMAナンパ隊が行く！「私、乳首が弱いんです…。」素人娘おっぱいもみもみインタビュー(3月13日、カルマ)
- 独り寂しく残業中、合コンで目当ての男にフラれて酔っ払って帰ってきた高飛車女子社員が…！(4月8日、SOSORU×GARCON)
- と〜ってもHな人妻たちの妄想ミニスカはみ尻パンチラ(4月13日、カルマ)
- 盗撮修学旅行女風呂(5月13日、カルマ)
- ち〇ぽ依存症の女 回春ち〇ぽセラピスト達(5月25日、ケイ・エム・プロデュース)
- 『えっ？その格好エロ過ぎません？容易に裸が想像出来ちゃいますけど…※心の声』体のライン丸わかりのエロ過ぎるピタッとした服装にもう我慢の限界！(6月19日、Hunter)
- 「お願い…彼氏のこと忘れさせてほしいの…」ずっと片思いだった幼馴染を慰めるはずが…我慢できずがむしゃらに抱きまくって中出し！(7月19日、Hunter)
- 超ドストライクな義娘と2人きりでお風呂に入って親失格のフル勃起！(7月19日、Hunter)
- ビンビン敏感！エロお姉さんが貴方の乳首をねっとり愛撫とコリコリ愛撫でギンギンち〇ぽからドピュッとイかせてあげる！(7月25日、ケイ・エム・プロデュース)
- 「オジさんのおち〇ちん大きくなってるとこ見たい！」かわいい姪っ子の正体は痴女っ子！叔父の乳首舐め勃起させるエロ舌少女！(8月7日、Hunter)
- 真面目だと思っていた地味で小柄な女子社員が…実はムッツリスケベのチ〇ポ大好き娘！(8月12日、SOSORU×GARCON)
- ち〇ぽ依存性の女2 フェラで濡れる勃起ち〇ぽ好きお姉さん(8月25日、ケイ・エム・プロデュース)
- Tシャツからビーチク浮き出てる男子に身体を密着させて乳首責め＆おヘソの所で硬くなってるチ○ポには太腿スリスリで迎撃！(9月7日、アロマ企画)
- 「こうやって優しくシコシコしてあげるから！」「ヤバい？出るんじゃない？」「ちょっと！ダメだって！」真面目な勉強会がエッチなおちん〇ん勉強会に！(9月14日、Hunter)
- お尻とお尻の穴をたっぷり見せオナニーサポート(9月21日、アロマ企画)
- 美人秘書全身全体図鑑 第二号(9月28日、アロマ企画)
- 「ゴメンなさい…！イッちゃいます！」出張先で相部屋になった傲慢後輩女子社員が帯拘束ピストンで汗だく謝りイキ！(9月28日、Hunter)
- 10分で2度抜き手こきサロン4(10月19日、アロマ企画)
- 極上の太腿にち○ぽをギュッとはさまれて亀頭が悲鳴を上げるほどコスコスされたらいつもの1.5倍ドピュ！(10月26日、ケイ・エム・プロデュース)
- バキューム乳首舐めされながらスローに亀頭弄られ続ける3P焦らされ性感(11月9日、アロマ企画)
- 憧れのミニスカ受付嬢に優しくびしょ濡れチ〇ポを口に含まれた俺 逢うたびにいつもドキドキしてしまうほどの美人受付嬢。(11月11日、SOSORU×GARCON)
- 息子の嫁8人2枚組8時間BEST 2(12月1日、プラネットプラス)
- 竿を雑巾絞りトルネードでヌルヌルしごき続けながら亀頭を咥えこんでジュルジュルしゃぶり続ける最強の搾精フェラチオ(12月7日、アロマ企画)
- 発情したイキたがり 制服女子が勝手に馬乗り！むちゃくちゃにチ〇ポ貪られるイクイク騎乗位BEST(12月7日、ムーディーズ)
- 制服女子○生達のクロッチに輝く生まん汁おま○こマークパンチラ！(12月28日、ケイ・エム・プロデュース)

### 2022年
- 無限ピストン妹誘導ディルドオナニー(2月4日、JADE)
- パンチラ誘惑に負けて30発もセックスしてしまった僕。(2月15日、MOODYZ)
- 姪っ子を預かったら… ぷりっぷりW巨乳サンドイッチで10発もいたずら射精させられた叔父の私…。(2月15日、MOODYZ、共演：京花萌)
- おま○この具がこぼれそうななほど責めっ責め！黒ずみアナルにキュっと食い込んだプリケツTバック挑発！(2月22日、ケイ・エム・プロデュース)
- 美少女のかわいいお尻Special60人(2月22日、ケイ・エム・プロデュース)
- 看護師寮生活 発情ナースオナニー盗撮(3月15日、プリモ)
- 新・欲求不満妻たちのセンズリ鑑賞 其の六(4月1日、OFFICE K'S)
- 素人娘のフェラチオが上手すぎる！！9(4月1日、OFFICE K'S)
- オイルで思わず感じちゃう水着娘100人ヌルヌルおっぱい即揉みインタビュー 10時間(4月15日、プリモ)
- 隠撮 女家庭教師誘導オナニー1 1/2〜その後、生徒にゆすられ屈辱自慰〜(4月29日、JADE)
- なまハメT★kTok Vol.09(5月13日、プレステージ)
- 54名8時間ず〜っとフェラチオ！大量ザーメン確約！撮りおろし新鮮じゅぽじゅぽご奉仕フェラ＋青春時代卒業生のおしゃぶりを集めた総集編(5月26日、SODクリエイト)
- 友だち同士の素人美少女2人が男を犯して狂わせる拘束スイートルーム！？初めてのハーレム痴女プレイでM男くんいじめ！身動き取れないデカチンをヌいてヌいてイカせまくる！(6月10日、赤面女子)
- 見た目は子供、身体は超ボインなレア娘大集結 奇跡の巨乳ロ●ータちゃん(6月17日、E-BODY)
- 【お中元】「握った感じがいつもと違う！」アロマ企画「痴女作品完ペキBOX」for応援してくれるみんな(M男君達)(7月15日、アロマ企画)
- 「えっ…ココ学校だからヤバイって！」痴女に目覚めた小悪魔J●に好き勝手校内中どこでも逆レ✕プ45連発BEST(7月19日、MOODYZ)
- レズれ！9周年記念スペシャル お互いの性感帯も分かって、一番盛り上がったその日最後の最高にエロいレズSEX80連発 10時間(7月26日、レズれ！)
- 目が覚めると…見下しマウント騎乗位で腰を振って勝手にイキまくってる後輩女子社員(以下略)(8月9日、Hunter)
- 柔らかおっぱいで密着サンドイッチされながら何度も射精させられるW巨乳挟み撃ちハーレムBEST 巨乳女優32人VSアナタ1人 8時間(8月16日、E-BODY)
- ち〇ぽ依存症の女 回春ち〇ぽセラピスト達(8月17日、ケイ・エム・プロデュース)
- ※おじさん限定 アナル舐めしゃぶり保育園 生田みく(8月23日、妄想族)[10]
- MM号からの脱出 女子大生の友情数珠つなぎ企画 友達を30分以内に電話で呼び出し‘身代わり’にして密室から脱出せよ！制限時間を過ぎたらデカチン即ハメ！ 5 イってもやめない激ピストンで友達が来るまで生中出しは終わらない in

ザ・マジックミラー(9月6日発売、ディープス)
- E-BODY 2022年上半期BEST 全44タイトル完全コンプリート8時間(9月20日、E-BODY)
- ろりれず。厳選BEST5時間 性に貪欲なミニっ子達があどけない膨らみにチューチュー吸いつき、びしょ濡れマ●コをかき回すヤンチャだらけの百合えっち。(9月27日、レズれ！)
- 『次わたし・・・本気出して動いてもいい??』超真面目な姉がボクのデカチンでド淫乱に豹変 超高速ピストン騎乗位で抜かずの5連続中出し2(9月27日、Hunter)
- 清楚な女の子はお風呂でこっそりシャワオナするらしい！(9月28日、ケイ・エム・プロデュース)
- あなたの初ヌード撮らせてください！ 素人娘20人の全裸コレクション②(11月1日、OFFICE K'S)
- 最もオナニーしやすい射精直前のクライマックスシーン限定！大きさ・柔らかさ・テクの全てがないと成立しない神乳パイズリラッシュ100連発100挟射(12月20日、E-BODY)
- 吸います！舐めます！咥えます！美人尺八奏者25人(12月27日、ケイ・エム・プロデュース)

### 2023年
- 美女聖水飲ませ～完全主観Ver～(1月24日、妄想族)
- 息子の嫁16人16時間4枚組スペシャルBOX(2月4日、プラネットプラス)
- 『ねぇ～もっと激しく突いて！旦那には絶対バレないから…』3年以上も夫とセックスレスの巨乳若妻が久しぶり過ぎるエッチでトビまくり！(2月28日、Hunter)
- 本日オナ禁解禁日！ 自画撮り性欲リミッター崩壊オナニー(3月15日、プリモ)
- ドスケベW美白巨乳の混浴露天温泉(4月14日、ま○こ銀行、共演：鈴木真夕)
- 引退作「本当にこれで戦力外通告ですか！？」生田みく(4月20日、SODクリエイト)

### 配信アダルト作品
2017年
- 小柄な美少女が清楚に乱れるエッチ／Miku（9月8日、S-Cute）
- 嬉しそうにＨする純情美少女／Miku（10月9日、S-Cute）
- Miku（19）（11月6日、realstreetangles）
- スケベな笑顔でご奉仕フェラ／Miku（11月8日、S-Cute）

2018年
- 美紅（1月13日、バイトちゃん DMM動画独占配信）
- 指で濡らして電マで果てるオナニー／Miku（1月16日、S-Cute）
- MIKU IKUTA FILE510(2月1日、REAL FILE)
- みく(2月6日、俺の素人)
- あおい マジックミラー号でおっぱいもみもみインタビュー 母親がGカップ。いつか自分も大きくなるのではないかと心配してる（4月20日、SODマジックミラー号）
- 笑顔が可愛い美少女とハメ撮りＨ／Miku（9月22日、S-Cute）
- みく(暑くてやる気出ないよ、娘の金銭トラブル、スパンキング・ゲーム実況、トランス)(Hand-Spanking.com)

2019年
- 街頭シ●ウトナンパ「あなたのパイパン見せて下さい」(2)〜ノリでSEXもお願い(8月30日、パラダイステレビ)
- ポツンとした家でSEX〜独り暮らしの悶々としているおばあちゃんにポコチンを挿れてあげたい(11月24日、パラダイステレビ)
- be together (11月29日、SILK LABO)
- みく(正直者とウソつき、正直者とウソつき アナザーバージョン、新・背徳教室)(Hand-Spanking.com)

2020年
- みく(2月28日、エチケット)
- みく(2月28日、いきなりシロート)
- 夕焼けスリップ〜陽だまりの少女スリップ 生田みく(3月3日、フェ地下)
- 夕焼けスリップ〜熱狂少女スリップ情交 生田みく(3月18日、フェ地下)
- 夕焼けスリップ〜たそがれ戯れスリップ 生田みく(4月24日、フェ地下)
- 夕焼けスリップ〜少女スリップM男調教 生田みく(6月9日、フェ地下)
- したい気持ちがリンクする、求めあいエッチ♡ 向理来(6月19日、SILK LABO)
- 夕焼けスリップ〜陽だまりの少女スリップ 完全版(7月27日、フェ地下)
- 絶対に感じてはいけない風俗店24時〜体験入店した敏感美女たちが悶絶！(10月30日、パラダイステレビ)
- 媚薬オイルマッサージ 痴●盗撮＆中出し素人娘VOL.25(中略)(11月12日、西新宿マッサージ本舗)

2022年
- 【誰にでも股を開くご開帳ガール×腰振りを極めた巨乳ストリッパー】服を脱ぐたびアソコがうずく！ステージ上でおマ○コ全開！超ド級の変態ストリッパー！まさかショーの最中に肉棒バキューム！魅惑のマシュマロ巨乳でパイズリ！イキ乱れ！踊り狂う！！腰振りを極めた女！もう誰にも彼女を止められない！ごっくん&中出し4連発！！！！ Nonstop Cowgirl angel【なまハメT☆kTok Report.37】(1月9日、プレステージプレミアム)
- 【ミニマムGカップ娘とバナナパーティ(意味深)in 原宿】低身長&巨乳で無類のバナナ好き！買い出し中の激かわ店員をナンパしちゃいました♪バナナに釣られてホテルで色んなバナナとご対面！エッチなお汁を溢れ出しながら下のお口でバナナを食べ尽くす！ギンギンバナナピストンで締まり抜群ミニマム生膣に精子注入2連戦！！【ダーツナンパin Tokyo♯みく♯24歳♯バナナジュース屋店員♯17投目】(3月18日、素人CLOVER)
- 2013日テ〇ジェニック(5月24日、FC2動画)
- みく＆まゆ(6月4日、俺の素人-Z-)
- 超美少女レズ 3(9月2日、JADE)
- 総勢15人！お父さん達に捧ぐ！生ストリップショー総集編 全部まとめてイッキ見SP(2)(9月23日、パラダイステレビ)
- エッチなお姉様に見つめられ、囁かれながら、発射させられる…超神業手コキ ♯5 生田みく 雪崎みなと 田中なな実(11月17日、DOC)

2023年
- 引きこもりで陰キャなくせに巨乳で可愛いウチの姉ちゃんは僕のチ●ポしか舐めない。 生田みく（4月18日、ドリームチケット）
- 喉奥属性シャブリスト 生田みく（5月18日、WAAPサロン）
- 照れるほど見つめられるフェラチオ 生田みく（6月22日、WAAPサロン）
- 熱のこもった車内で年下男の他人棒をバレないようにガッツリ貪る羞恥にまみれた蒸れ濡れフェラ不倫 生田みく（6月29日、WAAPサロン）
- たった22分間2人っきりにしてみたら…結果、3発抜かれてました。 生田みく（8月22日、ドリームチケット）
- 乳首快楽Men’sサロン 生田みく（9月12日、ドリームチケット）

### VRアダルト作品
2017年
- パンチラ三姉妹とお留守番 僕がこっそりパンツを覗いているのに気づきお母さんのセクシー下着に着替えて挑発イタズラ! 思春期の女の子に勃起チ○ポは興味津々! 興奮した妹たちに弄ばれ全員とエッチするハーレム状態!（11月3日、SODVR）
- 生田みく19歳 インタビュー中出しSEX 「私の事もっと知って欲しくて…。」（11月18日、ブイワンVR）
- 144cmの妹と生中出しエッチ 起こしに来た妹に朝勃ちしたチ●ポを弄られて…。（12月2日、ブイワンVR）
- 無防備なノーブラ姿の妹のポロリした敏感美乳首をイジくりっぱなし近親相姦中出し!（12月15日、SODVR）
- 5人の妹たちがラブラブ淫語を囁きながらおチ○ポみるく搾り（12月22日、SODVR）

2018年
- VR長尺 身体測定で色々と触っていたら恥ずかしながらも糸を引くほどにムラムラする女子が出てきたので思い切っていっぱい触っちゃいました！！そしたら興奮して向こうから逆に求められちゃいました！(9月11日、Hunter)
- @yano_purpleと小悪魔系どすけべ女子みくちゃんが僕の部屋でエロ生配信!ファンからの煽りコメントにエスカレートして僕のチ○ポも巻き込まれセックス中継配信に!?（10月12日、SODVR）
- 憧れの声優プロデューサーになった僕。主役欲しさに僕を取り合う3人の新人声優にトリプルバイノーラルで囁かれチ○ポの乾く暇もなく連続射精!（10月26日、TMA）

2019年
- 【VR】HQ超激的高画質 去年まで女子校だった学校で男子はボクら2人だけ！毎日イジメられてムカつくから文化祭の準備中に『睡眠薬』で全員眠らせてイタズラしまくり！ハメまくって復讐！！寝てるだけだとつまらないから『媚薬』も飲ませて強制発情！超淫乱に豹変したクラスメイトと中出しセックスヤりまくり！！(6月25日、アパッチ)
- 生田みく 144cmの美少女 小さいお口でデカチ●ポをしゃぶり、激ピストンされ膣奥で特濃ザーメンを受け止める！(7月6日、TEPPAN VR)
- 【VR】HQ超激的高画質 パンチラを堂々とガン見できちゃうVR 23人SP！(8月28日、Hunter)

2020年
- 総勢26名のハーレムSEX VR(2月29日、TMA)
- 【VR】濃厚密着！高画質対面座位PREMIUM BEST 29人(7月31日、TMA)

2022年
- 【VR】帰宅してからずっと馬乗りご奉仕してくれるマジ恋イチャラブメイド 生田みく(7月22日、AQUA)

## 出演

### テレビ
- ビ〜チ9（2017年12月、テレビ埼玉） - マンスリーゲスト
- 田村淳の地上波ではダメ!絶対! #33 遂に実現！大人の社会科見学SP  (アトゥシナイト) BSスカパー[11]
- 絶対に感じてはいけない風俗店24時(2019.12.31 パラダイステレビ(ヌーヴェルパラダイス))
- お父さん達に捧ぐ！最前線 生ストリップショー 第8夜(2020.1.30 パラダイステレビ)
- 初体験の扉〜閲覧注意！クズ芸人(秘)潜入レポ〜 #2(初回放送2020.10.27 エンタメ〜テレ)

### ウェブテレビ
- 土曜の夜は尻上がり!「ピーチゃんねる」 #53（2017年7月29日 、AbemaTV）- 「VIPゲスト」として神坂ひなのと出演
- バラエティ開拓バラエティ 日村がゆく #21（2017年9月13日、AbemaTV）
- DTテレビ #4,#5（2017年11月4日,11日、AbemaTV） - 「DTスナイパー」として出演
- 桃色♡ゲームチャンネル（2018年3月30日 - 、AbemaTVウルトラゲームス）
- トイズハートプレゼンツ「ハートの部屋（仮）」 第38回[12]（2018年8月23日、ニコニコ生放送）[13][14]。
- 今田×東野のカリギュラ セカンドシーズン2 #17（2018年11月23日、Amazonプライム） - 「仕掛け人ミク」として出演

### 映画
- 師匠の女将さん　いじりいじられ（2018年12月21日、オーピー映画） - 並木静香 役[15][16]

- 悩殺業務命令 いやらしシェアハウス(2019年12月13日、オーピー映画) - 八雲花恋 役(初主演作品)

- ピンク・ゾーン3 ダッチワイフ慕情（2020年2月14日、オーピー映画） - 北アザミ 役

- 銀河の裏筋 性なる侵乳!（2021年1月15日、オーピー映画）[17]

- 海底悲歌(2021年2月14日に大阪芸大学内にて初上映、同年4月23日に上野オークラにて劇場初上映。大阪芸大の卒業制作映画。） - 梨奈 役 [18]
- 大性獣 恥丘最大の絶頂（2022年6月3日、オーピー映画）- さとみ 役（主演）
- 復讐は囁きにのせて（2023年11月27日、オーピー映画）- 先輩声優 役[19]
- ネトラレ、純愛。（2024年12月3日、オーピー映画）- 受章者 役[20]

### オリジナルビデオ
- セクシータイムリターン（2020年10月2日、竹書房） - 宇賀薫 役
- 僕だけのプライベート・レッスン（2025年4月2日、ブリーズ）- 真希子 役[21]

### その他
- さすらい温泉♨遠藤憲一（テレビ東京） - 番組宣伝ポスターに参加[22]

## 雑誌
- 週刊大衆ヴィーナス 2017年6月1日号（双葉社） - グラビア
- 月刊ソフト・オン・デマンドDVD 2017年8月号 VOL.74（ソフト・オン・デマンド） - インタビュー
- 月刊DMM 2017年8月号（ジーオーティー） - インタビュー
- 週刊プレイボーイ 2018年1月8日号（集英社） - 特集「2018年はミニマムAV女優の時代がやって来る!!」
- 月刊ソフト・オン・デマンドDVD 2019年3月号 VOL.93 (ソフト・オン・デマンド) -職業AV女優 インタビュー
- 夕刊フジ 2019年11月5.12.19.26日発刊 -AVグリグリ淫タビュー
- ミリオンムック79 実話ナックルズGOLD Vol.11 2019年11月発売 (大洋図書)-インタビュー

## Webインタビュー
- 中2の頃からマスカッツに憧れ  新人セクシー女優・生田みくの魅力に迫る(2017年5月23日、しらべぇ)[23]
- 将来の夢は「たくさんの男性のオカズになること」身長144cmのミニマム美少女・生田みくがAVデビュー(2017年6月27日、日刊サイゾー)[24]
- 【前編】見られながらエッチするのが大好きなミニマム美少女「生田みく」ちゃんデビュー【生田みく  新人AV女優インタビュー】(2017年7月28日、XCITY)[25]
- 【後編】処女なのにイラマまで！？清純派なのにド変態な生田みくちゃんの初体験とは？【生田みく  新人AV女優インタビュー】(2017年8月16日、XCITY)[26]
- 【SOD新人・生田みく】「将来は魅力的なAV女優になって、漢の人のおかずになることが私の夢です」「おじさんのちんぽが大きすぎる上に、私のおまんこは普通より小さいらしく、痛くてなかなか入らなかったんですよ」前編(2017年8月20日、デラべっぴんＲ)[27]
- 【SOD新人・生田みく】「『好き』とかまだわかんないけど、私みたいな女の子で勃起するおじさんは変態だなと思って私も興奮しちゃいます」「目茶苦茶にされるのも好きなんですけど、どっちかというとご奉仕したいので、ああしろこうしろって命令されるのがいいですね」後編(2017年8月21日、デラべっぴんＲ)[28]
- 【しゃぶって無くてツラい】衝撃のエロ名言連発！チンコに会いたいロリ美少女が欲求不満でインタビューへ登場！可愛い顔してココまで言っちゃいます？！ギャップが本当にいい！いい〜ぞもっとヤレ!!【AV女優・生田みくインタビュー第1回】(2018年2月9日、FANZAニュース)[29]
- 【沢山の人のオカズになりたい】私って本当にM。初のタチ役に大苦戦？！霧島さくらちゃんが徐々に…▼AV以外にも色々お仕事挑戦中！生田みくはいかがでしたか？…キミの感想聞かせて欲しいな！【チンポ渇望する女優・生田みくインタビュー・第2回】(2018年2月16日、FANZAニュース)[30]
- 【私の恥ずかしい所を見てください！】「私の〇〇は強いんです！」意外過ぎるスケベボディ！デビュー後一気に覚醒した自分のカラダ…アソコもココもアソコのナカも全部告白して…#みっくみくにしてやるぜ！【AV女優・生田みくロングインタビュー第3回】(2018年2月23日、FANZAニュース)[31]
- 【こんなきれいなパイパンはじめてみた】熱弁！「麻里梨夏さん、乃亜ちゃんは天才」豪華共演女優を前に生田みくが逆みっくみく！！みんなのために私は頑張れるーー今こそ強くなれ生田みく！！！【みくろぼでぃAV女優・生田みくロングインタビュー最終回】(2018年3月2日、FANZAニュース)[32]
- 【身長144センチのミニマム美少女・生田みくインタビュー】「某メーカーがなくなったのはショックでした…いっぱい出る予定だったのに(笑)」「『BLボイス』がオカズですから。好きな人でオナニーをしたことない」前編(2018年9月29日、デラべっぴんＲ)[33]
- 【身長144センチのミニマム美少女・生田みくインタビュー】「麻里梨夏さんの主観VRを見てニヤニヤしてます『あああ！目の前にいるぅ』みたいな」「なんか私、残念は女の子みたいになってません？(笑)」後編(2018年9月30日、デラべっぴんＲ)[34]
- 夕刊フジ AVグリグリ淫タビュー(2019年10月5.12.19.26日、夕刊フジチャンネル)[35]
- 【連載インタビュー・職業「AV女優」】Vol.10 生田みく なぜ彼女たちはAV女優を「仕事」に選んだのか。苦悩・葛藤・熱い思いなど彼女たちのAV女優観に迫るディープ・インタビュー(2019年12月6日、日刊SOD)[36]
- bizSPA!フレッシュ(2021年2月17日) [37]
- ロマンス夢探検(2021年5月1日) [38]
- 【川上パイセンカウントダウン対談カウント7】生田みくとの1時間50分に及ぶガチンコ対談を大公開！　「出会いはみくちゃんが一般人の時に私のDVD発売イベントに来てくれたんだよね」（川上）「ただのファンでした(笑)」（生田）【前編】(2021年10月1日、デラべっぴんＲ)[39]
- 【川上パイセンカウントダウン対談カウント7】デビューしたら「2年早くデビューしていればよかったのに」って言われたんです。でも、「そんなこと言われても」ですよね(笑)。私はチャンスを逃してきた4年間だと思っているんです【中編】(2021年10月2日、デラべっぴんＲ)[40]
- 【川上パイセンカウントダウン対談カウント7】「チャンスが来たらすぐに掴む、掴めないのならば現状に対して幸せに生きられるようにマインドを変えるかだよ」【後編】(2021年10月3日、デラべっぴんＲ)[41]
- 【前編】「業界の人やファンの方に出会えたことは私の財産です。」ロリッ娘女優としてAV界を席巻した生田みくちゃんがAV女優引退を発表！〝ありのままに生きた〟と語るデビューからの5年間を振り返る！気になる引退後についてや、改めてデビューした理由を聞きました！【生田みく 引退直前インタビュー】(2022年10月4日、XCITY)[42]
- 【後編】5年間愛嬌たっぷりの笑顔でファンを魅了してくれた生田みくさんに感謝の気持ちを込めて！純真無垢な学生時代だったそうですが、初体験はSNSで知り合った46歳のおじさんだった！？AV女優になってから焦らしプレイにハマり、イキたいのにイケなくて困ってる顔を見ると興奮しちゃうそうです！【生田みく 引退直前インタビュー】(2022年11月01日、XCITY)[43]